# Sui He

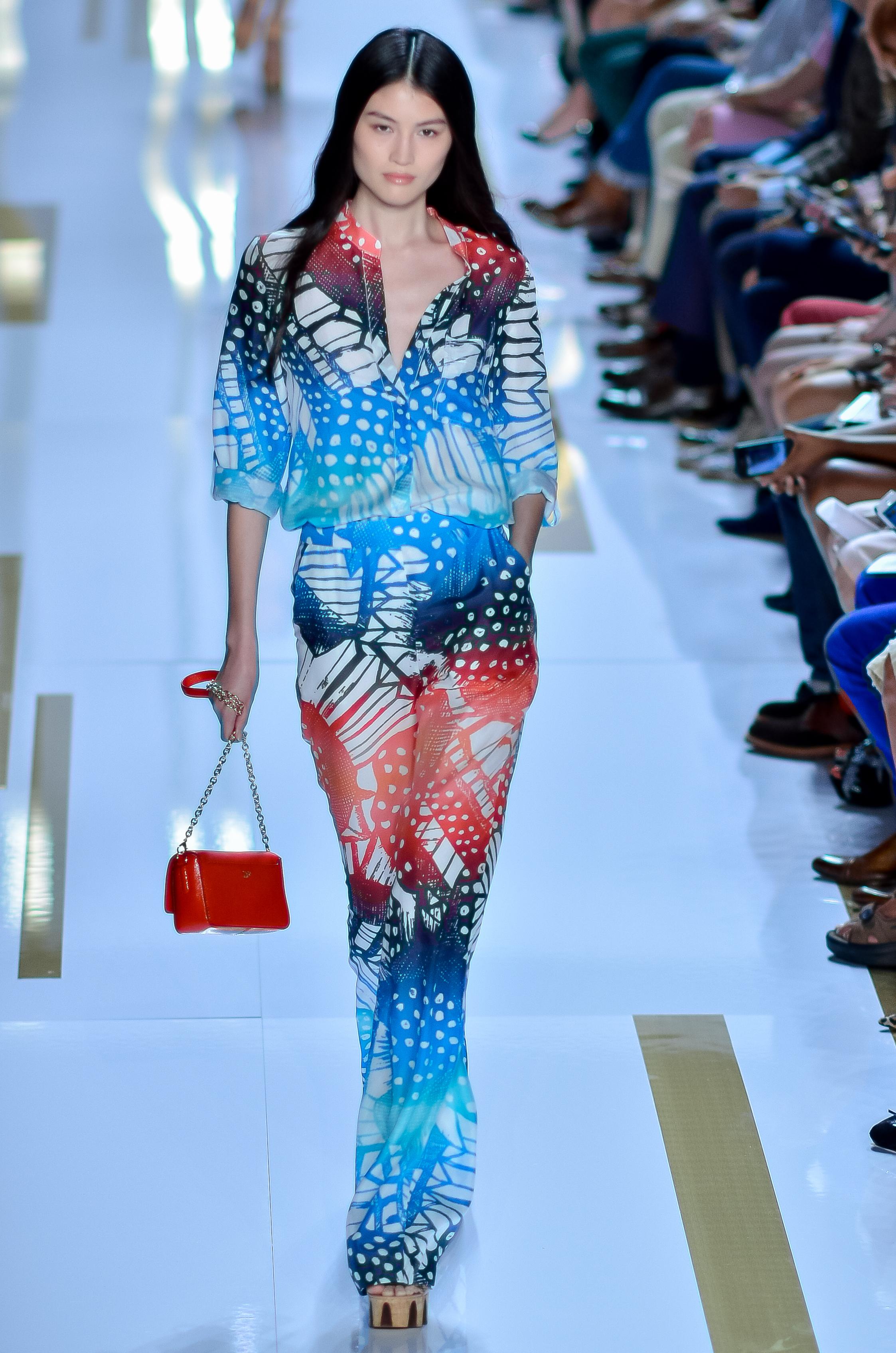
Sui He

Sui He (chinesisch 何穗; * 23. September 1989 in Wenzhou, Zhejiang) ist ein chinesisches Model.

## Karriere
Sui He wurde am 23. September 1989 in der chinesischen Stadt Wenzhou geboren. In ihrer Kindheit war sie sieben Jahre lang im örtlichen Schwimmverein aktiv. Zu Beginn ihrer Model-Karriere hatte sie Schwierigkeiten mit ihren Eltern, da sie immer gute Schulnoten hatte. Deshalb studierte sie zuerst, bevor sie sich auf das Modeln konzentrierte.
Im Alter von 17 Jahren nahm sie an einem Wettbewerb einer chinesischen Modelagentur teil und gewann. Zuerst hat sie hauptsächlich Aufträge im asiatischen Raum bekommen. 2010 unterschrieb sie einen Vertrag bei der Modelagentur „New York Model Management“. Im gleichen Jahr lief sie für Love, Sex und Money auf der Mailänder Fashion Week und wurde von Brunello Cucinelli gebucht. 2011 eröffnete sie als erstes Model aus Asien eine Ralph-Lauren-Show und wurde 2013 das Gesicht der Berlin Fashion Week. 2011 war sie nach Liu Wen das zweite chinesische Model, das auf der Victoria’s Secret Fashion Show lief. Sie war auf dem Cover der Vogue in China, Thailand und Australien.